# Wetmorethraupis sterrhopteron
A Wetmorethraupis sterrhopteron a madarak osztályának verébalakúak (Passeriformes) rendjébe és a tangarafélék (Thraupidae) családjába tartozó Wetmorethraupis nem egyetlen faja.

## Rendszerezése
A fajt George Hines Lowery, Jr. és John Patton O'Neill írták le 1964-ben.

## Előfordulása
Az Andok keleti lábainál, Ecuador és Peru határvidékén honos. Természetes élőhelyei a szubtrópusi és trópusi síkvidéki esőerdők.

## Megjelenése
Testhossza 17 centiméter.

## Életmódja
Gyümölcsökkel és rovarokokkal táplálkozik.

## Természetvédelmi helyzete
Az elterjedési területe nagyon kicsi, egyedszáma 6000-15000 példány közötti és csökken. A Természetvédelmi Világszövetség Vörös listáján sebezhető fajként szerepel.